# Silo Asturijski
Silo je bio asturijski kralj od 774. do 783. godine. Naslijedio je kralja Aurelija, na osnovu toga što je bio oženjen za Adosindu, kćer Alfonsa I.
Prijestolnicu je premjestio iz Cangas de Onísa u selo Pravia, koje je bilo u središtu kraljevstva, odnosno odakle je i sâm bio rodom. Pravia je imala bolji strateški položaj, jer se nalazila u dolini rijeke Nalón, te predstavlja krajnje odredište drevnog rimskog puta Asturica Augusta.
Silo je granice svog kraljevstva proširio na Galiciju. Nakon toga se morao suočiti s galicijskim ustankom u Lugu. Nakon smrti je Adosindin nećak Alfons imenovan nasljednikom, ali je prijestolje preuzeo Mauregato, nezakoniti sin Alfonsa I.